# Владимир и Рогнеда
«Влади́мир и Рогне́да», или «Влади́мир пе́ред Рогне́дой», — картина русского художника Антона Лосенко (1737—1773), оконченная в 1770 году. Принадлежит Государственному Русскому музею (инв. Ж-4975). Размер полотна — 211,5 × 177,5 см. Сюжет картины связан с событиями времён междоусобной войны, проходившей на Руси во второй половине X века и описанной в древнерусских летописях. Главные действующие лица — князь новгородский Владимир Святославич и Рогнеда, дочь князя полоцкого Рогволода. Действие, изображённое на полотне, происходит в Полоцке, в княжеских покоях Рогнеды.
В 1769 году, вскоре после возвращения Лосенко из длительной пенсионерской поездки, Императорская Академия художеств предложила ему для получения звания академика написать картину на тему, связанную с Владимиром и Рогнедой. Работа над полотном была закончена в 1770 году, и в том же году оно было представлено публике на академической выставке. В июне 1770 года Совет Академии художеств единогласно присудил Лосенко звание академика. Полотно Лосенко стало одним из первых живописных произведений на сюжет из российской истории.
По словам искусствоведа Алексея Савинова, картина «Владимир и Рогнеда» стала «новым словом в русской живописи» — с завершением работы над ней Лосенко выдвинулся «в первый ряд русских художников второй половины XVIII столетия». Искусствовед Авраам Каганович писал, что «по яркому психологическому строю образов „Владимир перед Рогнедой“ Лосенко стала первой композицией в ряду произведений русского исторического жанра». По мнению искусствоведа Нонны Яковлевой, полотно Лосенко «было „обречено“ и на успех, и на критику»: с одной стороны, это было давно ожидаемое произведение на тему русской истории, а с другой — многие вещи в нём вызывали сомнение, в частности, недостаток пафоса у главного героя, а также «уплотнённость и уплощённость композиции», которые находились в противоречии с академическими установками.

## История
Начиная с 1744 года, Антон Лосенко жил в Санкт-Петербурге, куда он был отправлен в качестве певчего придворной капеллы. Потеряв голос, в 1753 году он был отдан в обучение к художнику Ивану Аргунову, а в 1758 году был принят в Императорскую Академию художеств (ИАХ), которая была основана годом ранее, в 1757 году. Наставниками Лосенко были французские художники Луи-Жозеф Ле Лоррен, Жан Луи де Велли и Луи Жан-Франсуа Лагрене, приглашённые в Россию куратором Академии Иваном Шуваловым.
В 1760 году Лосенко в качестве пенсионера ИАХ был отправлен в Париж, где он совершенствовал своё мастерство под руководством художника Жана Ресту-младшего, который в то время был директором Королевской Академии живописи и скульптуры. В конце 1762 года Лосенко вернулся в Россию, представив в качестве отчёта картину «Чудесный улов рыбы» (1762, ныне в ГРМ). Вскоре ему продлили срок пенсионерства, и в 1763 году он опять отправился во Францию, где пробыл до 1765 года, — в этот период его наставником был Жозеф-Мари Вьен. Итоговой работой этого периода стало полотно «Жертвоприношение Авраама» (1765, ныне в ГРМ). В конце 1765 года Советом ИАХ было удовлетворено прошение Лосенко о продлении срока пенсионерства на три года, и в декабре того же года художник переехал из Парижа в Рим.

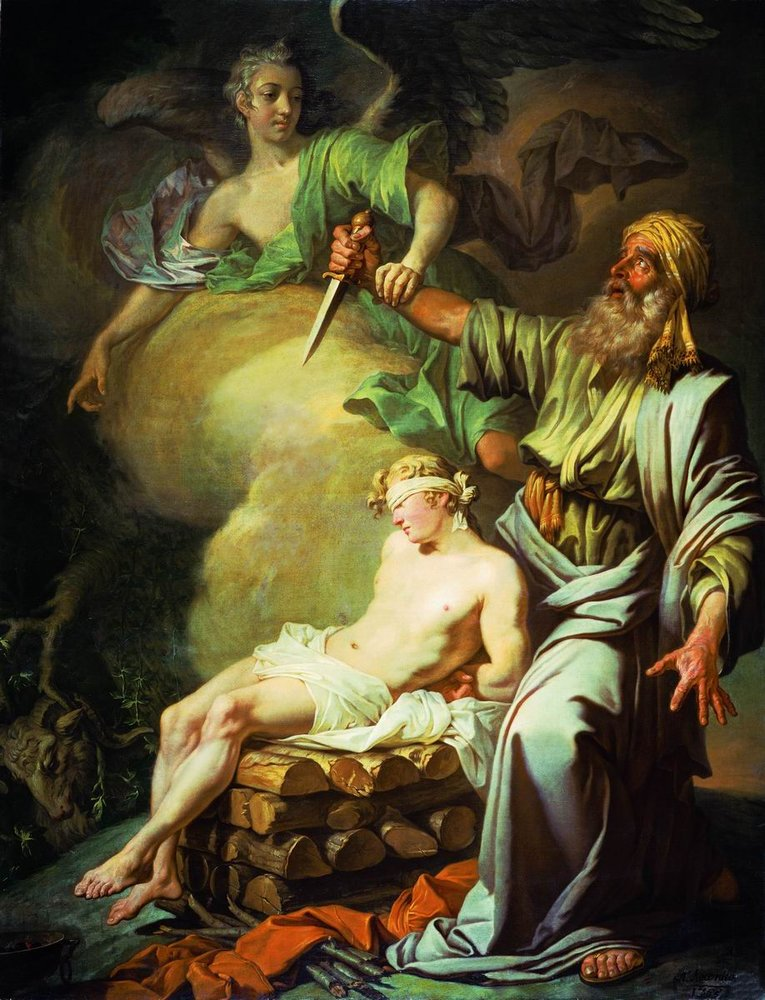
Антон Лосенко. Жертвоприношение Авраама (1765, ГРМ)

В 1769 году Лосенко окончательно вернулся в Россию. В том же году за картины «Авель» (1768, ныне в Харьковском художественном музее) и «Каин» (1768, ныне в ГРМ), а также за копию с фрески Рафаэля «Правосудие» Академия художеств признала Лосенко «назначенным в академики», предложив ему написать картину для получения звания академика. Тема для нового произведения, которую Лосенко получил 4 октября 1769 года, была связана с российской историей X века — в ней упоминались князь новгородский Владимир Святославич, князь полоцкий Рогволод (Рогвольд), а также его дочь Рогнеда. Предложенный художнику сюжет, основанный на «Повести временных лет» и описанный в «Древней Российской истории» Ломоносова, был сформулирован следующим образом: «Владимир, утвердясь на новгородском владении, посылает к полоцкому князю Рогвольду, чтобы ему отдал дочь свою Рогнеду в супружество; гордым ответом Рогнеды раздражённый, Владимир подвигнул все свои силы, столичный полоцкий город взял силою, Рогвольда с двумя сынами лишив жизни, с высокомысленною Рогнедою неволею сочетался».
В том же 1769 году Лосенко начал работу над полотном «Владимир и Рогнеда», которое было окончено в 1770 году и стало одним из первых живописных произведений на сюжет из российской истории. В литературе также встречаются названия «Владимир перед Рогнедой» и «Рогнеда, когда Владимир возвещает ей победу, одержанную над отцом её». Картина была представлена публике на академической выставке 1770 года, полное название которой звучало следующим образом: «Выставка господ членов Императорской Академии трёх знатнейших художеств живописи, скульптуры и архитектуры, выставленных в Академической зале для смотрения». На ней также экспонировались и другие произведения Лосенко — копия с фрески «Правосудие», «Авель» и «Каин». На той же выставке были представлены работы художников Дмитрия Левицкого, Ивана Бельского, Николя Делапьера и Георга Кристофа Гроота (всего было около двадцати картин), а также архитекторов Жана-Батиста-Мишеля Валлен-Деламота и Юрия Фельтена.

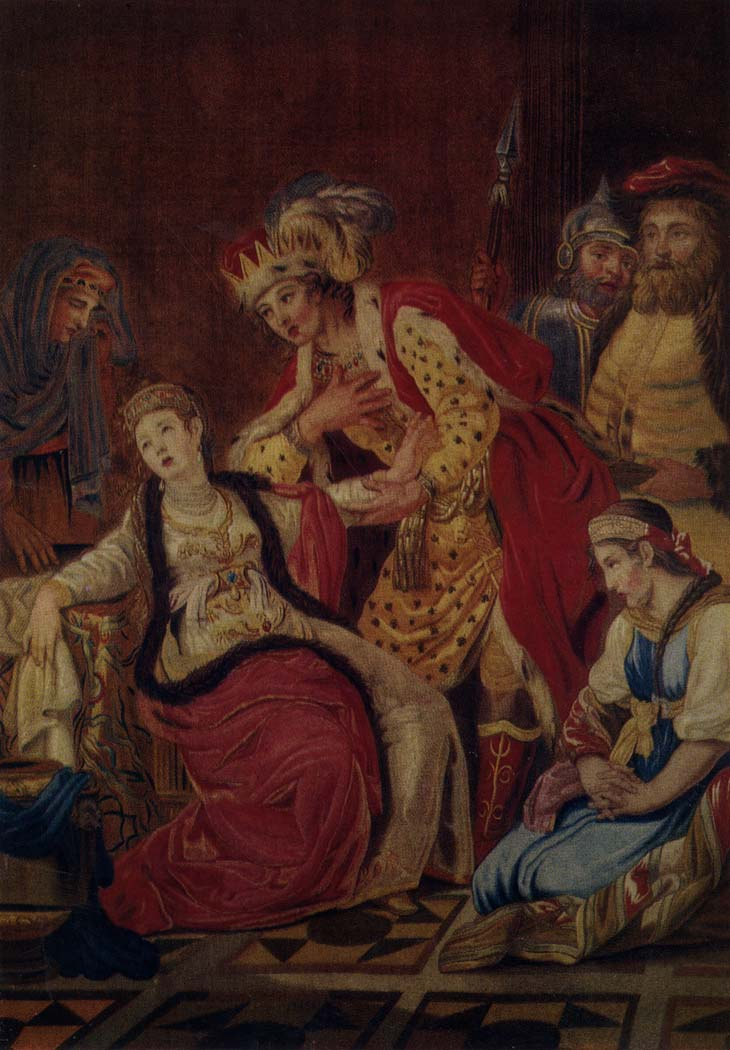
Владимир и Рогнеда (шпалера Петербургской шпалерной мануфактуры, около 1824, ГЭ)

За картину «Владимир и Рогнеда» Совет Академии художеств своим постановлением от 28 июня 1770 года единогласно присудил Лосенко звание академика. В отчёте о выставке и в постановлении Совета картина была указана под более длинным названием — «Великий князь Владимир Святославич пред Рогнедою дочерью Рогвольда Князя Полоцкого, по побеждении сего князя за противный отказ требованного Владимиром супружества с оною». Вскоре после этого Лосенко стал профессором ИАХ и возглавил класс исторической живописи, а в 1772 году он был назначен директором Академии художеств, обязанности которого он исполнял совместно с Николя-Франсуа Жилле.
Несмотря на то, что руководство Академией и преподавание отнимали много времени и сил, Лосенко продолжал свою творческую деятельность. Его следующим значительным произведением стала картина «Прощание Гектора с Андромахой» (1773), сюжет которой был основан на описанных в «Илиаде» событиях Троянской войны. Некоторые детали этого полотна остались не вполне завершёнными из-за смерти художника, который скончался 23 ноября 1773 года от водяной болезни. В стихотворении «Умершему Академии художеств господину профессору и директору Антону Павловичу Лосенкову», которое замышлялось в качестве эпитафии, поэт Василий Майков написал: «Рогнеда, на холсте тобой изображенна, / С Владимиром, в своей прежалостной судьбе, / Не столько смертию отцовой пораженна, / Как сколько, кажется, стенает о тебе!»
О широкой известности полотна «Владимир и Рогнеда» свидетельствует тот факт, что в конце XVIII века на Петербургской шпалерной мануфактуре была создана шпалера, представляющая картину Лосенко в натуральную величину. Эта шпалера была подарена эрцгерцогу Иосифу и, по-видимому, впоследствии была увезена им в Австрию. Другая шпалера с изображением картины «Владимир и Рогнеда», созданная не позже 1824 года, в 1954 году была приобретена для коллекции Государственного Эрмитажа. 
До 1 ноября 1862 года картина «Владимир и Рогнеда» хранилась в Императорском Эрмитаже. Согласно изданному в 1773—1783 годах каталогу, в то время в Эрмитаже находились только две картины русской школы живописи, обе кисти Лосенко — «Чудесный улов рыбы» и «Владимир и Рогнеда». В 1862 году император Александр II подарил полотно «Владимир и Рогнеда» Академии художеств, после чего оно хранилось в Музее Императорской Академии художеств, а в 1923 году было передано в Государственный Русский музей.

## Сюжет и описание

### Сюжет
Сюжет картины «Владимир и Рогнеда» связан с событиями времён междоусобной войны, проходившей на Руси во второй половине X века и описанной в древнерусских летописях. После того, как в 972 году погиб князь Святослав Игоревич, его владения были поделены между тремя сыновьями: Ярополк (старший из них) стал править в Киеве, Олег получил в управление землю древлян, а Владимир отправился в Новгород. Через несколько лет Ярополк и Олег поссорились и начали воевать друг с другом — в результате одного из сражений войско Олега было разбито, а сам он погиб при бегстве с поля боя. Опасаясь военных действий со стороны старшего брата, Владимир бежал в Скандинавию, а оставленный им Новгород был через некоторое время занят Ярополком, который назначил там своих посадников. Вскоре (около 978 года), набрав в Скандинавии дружину варягов, Владимир вернулся, выгнал из Новгорода посадников и велел передать Ярополку, что идёт на него войной.
В то время в Полоцке правил князь Рогволод (Рогвольд), у которого была дочь Рогнеда. Чтобы укрепить своё положение, Владимир захотел породниться с полоцким князем, для чего послал туда сватов во главе со своим дядей, воеводой Добрыней, братом своей матери Малуши. Однако сватовство, подробности которого описаны в «Повести временных лет», оказалось неудачным — когда Рогволод в присутствии сватов спросил свою дочь, хочет ли она выйти замуж за Владимира, Рогнеда дерзко ответила: «Не хочю розути робичича, но Ярополка хочю». Под «робичичем» (сыном рабыни), которого она не желала «розути» (по славянскому обычаю тех времён, жёны во время свадебного обряда разували своих мужей), Рогнеда имела в виду Владимира, мать которого Малуша была «рабыней» — ключницей княгини Ольги, матери Святослава Игоревича. В то же время в знатном происхождении Ярополка Рогнеда не сомневалась и поэтому предпочитала выйти замуж за него, а не за Владимира. Возможно, также имело значение то, что киевский князь считался более влиятельной фигурой, чем новгородский. Получив такой ответ через своих сватов, Владимир «исполнися» ярости и с набранным им войском отправился в поход на Полоцк, без особого труда захватив город и взяв в плен княжескую семью. Князь Рогволод и двое его сыновей были убиты, а Рогнеду Владимир насильно взял себе в жёны.
Основываясь на теме, предложенной Советом Академии художеств, Лосенко составил детальное «Изъяснение», содержащее подробности выбора сюжета и композиции для его картины. По описанию художника, академическая программа включала в себя пять возможных сюжетов: 1) приход послов (сватов) Владимира Святославича к князю полоцкому Рогволоду с просьбой отдать его дочь Рогнеду Владимиру в жёны; 2) взятие Владимиром и его войском города Полоцка; 3) лишение жизни Рогволода и двух его сыновей; 4) первое свидание Владимира и Рогнеды; и 5) их бракосочетание. Из этих сюжетов Лосенко выбрал четвёртый: «Я представил Владимира так: когда он после победы и взятия полоцкого города вошёл к Рогнеде и видит её в первый раз, почему и сюжет картины может называться — первое владимирово свидание с Рогнедою, в котором Владимир представлен победителем, а гордая Рогнеда пленницею». Обсуждая подробности выбранного им сюжета, художник писал: «Владимир на Рогнеде женился против воли ее, когда же он на ней женился, то должно чтоб он ее и любил. Почему я его и представил так как любовника, который видя свою невесту обезчещену и лишившуюся всего, должен был ее ласкать и извиняться перед нею». Лосенко не хотел, чтобы это выглядело так, будто Владимир «сам её обесчестил и после на ней женился», но, по его словам, даже если это и было так, то картина представляет «только самое первое свидание».

### Действующие лица и композиция
Действие, изображённое на картине, происходит в Полоцке, в княжеских покоях Рогнеды. Обстановка трактована художником в античном духе — об этом свидетельствуют основания классических пилястр, мраморный пол с мозаичным рисунком, а также стоящая слева на полу античная ваза. Глухая стена с пилястрами образует фон, в связи с чем всё действие сконцентрировано в относительно тесном пространстве первого плана. Следствием этого являются фронтальность и плоскостность композиции.

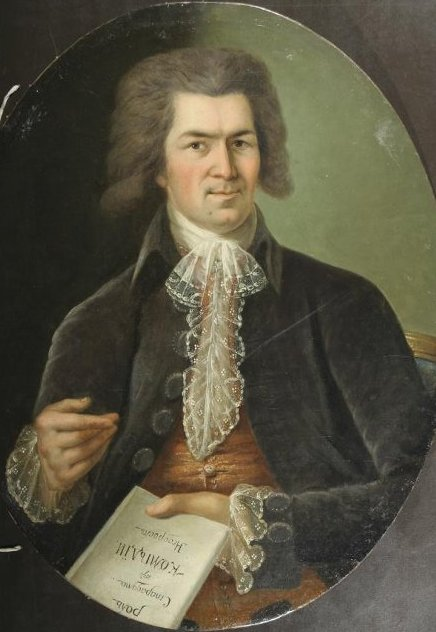
Неизвестный художник. Иван Дмитревский в роли Стародума (1780-е)

Ведущую роль в композиции полотна играет князь Владимир. Сам Лосенко так описывал его образ в своём «Изъяснении»: «Владимир в чертогах Рогнеды, стоя перед нею в воинском одеянии, изъявляет ей свои извинения в нанесенном отечеству ея оскорблении и утешая от печали с любовным жаром, и как будтоб простертую ея руку страстно желает целовать». Владимир является наиболее активным действующим лицом. Прижав руку к сердцу, он склонился к Рогнеде и старается убедить её в искренности и силе своего чувства к ней, а также в чистоте своих побуждений. В отличие от примеров из древнерусского искусства, в которых Владимир, как правило, был представлен в виде святого, в трактовке Лосенко князь «стал человеком, поступки которого должны быть объяснены, исходя из законов человеческого сердца». При этом художник стремится «облагородить, приподнять над миром низких страстей, обелить образ Владимира».
Исследователи творчества Лосенко полагают, что для написания образа князя Владимира художнику позировал актёр Иван Дмитревский (иногда используется фамилия Дмитриевский). В изданном в 1829 году «Кратком историческом сведении о состоянии Императорской Академии художеств» президент Академии Алексей Оленин писал, что «славный тогда актёр Дмитревский служил, как сказывают, в театральном своём костюме, моделью для Владимира». Сравнивая Владимира, изображённого на полотне Лосенко, с портретом Дмитревского в роли Стародума в комедии «Недоросль», созданным не ранее 1782 года, искусствовед Авраам Каганович отмечал, что, несмотря на разницу в двенадцать или более лет, они очень похожи — «это одно и то же лицо: своеобразный удлинённый разрез глаз, характерный рисунок носа и подбородка, чуть припухшие верхние веки». По мнению Кагановича, нет никаких сомнений в том, что для картины Лосенко позировал именно Дмитревский. 
Образ Рогнеды является более абстрактным, чем образ стоящего перед ней Владимира. В отличие от новгородского князя, который является активным героем полотна, бледная и заплаканная Рогнеда, находящаяся «в полуобморочном состоянии», является «героиней пассивной, как бы „второго плана“, уступая Владимиру первую „ведущую партию“». Лосенко так описывал её в своём «Изъяснении»: «Рогнеда представлена в древнем обыкновенном царском одеянии сидящая в отчаянии взирающая вверх, правою рукою опершись на столик, а левую простерла к Владимиру как будтоб с презрением ево от себя отсылает». Подчёркнуто идеальным является изображение головы Рогнеды, в том числе овала её лица и смотрящих вверх глаз, выражающих страдание. В то же время её фигура и руки, по-видимому, исполнены на основе натурных зарисовок. В 1864 году писатель Пётр Петров утверждал, что Иван Дмитревский мог позировать Лосенко и для образа Рогнеды, однако Каганович считал подобные «домыслы» несостоятельными.

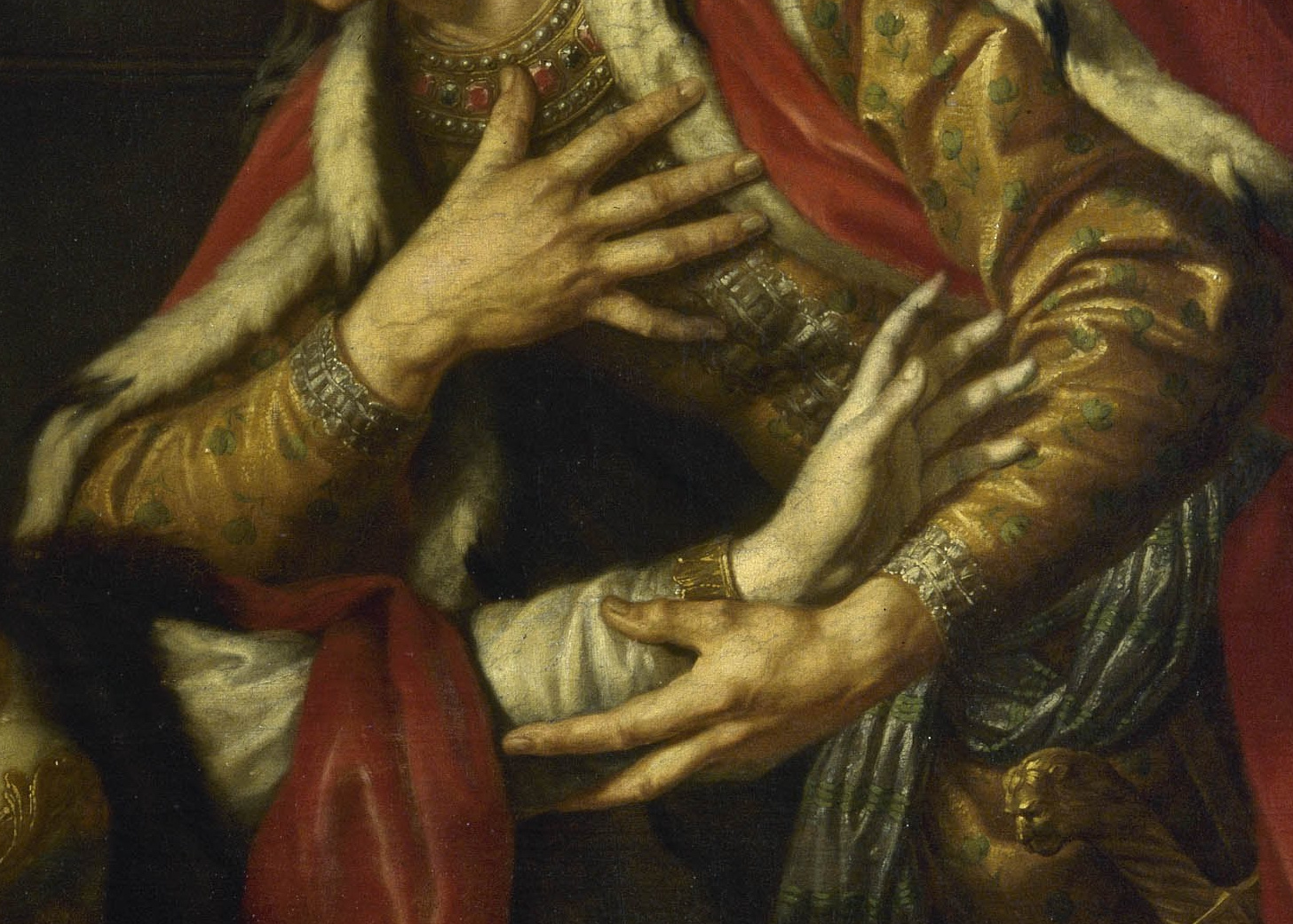
Руки Владимира и Рогнеды — композиционный центр полотна

Центром композиции — «подлинным узлом, который как бы „стягивает“ всех участников в единое целое», — является место, где встретились руки основных действующих лиц. Своей левой рукой Владимир поддерживает взметнувшуюся в отчаянии руку Рогнеды, а его правая рука направлена в ту же сторону, что и рука княжны, своим жестом он как бы молит о прощении. По словам искусствоведа Аллы Верещагиной, «таков своеобразный разговор рук, во многом определяющий содержание, которое художник хотел вложить в картину».
В правой части полотна изображены двое сопровождающих Владимира воинов. Искусствовед Алексей Савинов отмечал, что фигуры воинов Лосенко «охарактеризовал в их спокойствии, телесности и физической силе, что позволяет яснее воспринять большую сложность и одухотворённость основных образов». Пожилой воин в отороченной мехом шапке — это воевода Добрыня, дядя Владимира. Изначально художник намеревался изобразить троих сопровождающих князя — в своём «Изъяснении» он писал: «Позади Владимира трое воинов его вооруженных, смотрящие с внимательным видом на их [Владимира и Рогнеды] действия».
На картине также изображены две прислужницы Рогнеды, из которых наиболее важным персонажем является сидящая в правом углу служанка. Сам Лосенко описывал её следующим образом: «Пред Рогнедою стоящая на коленях девица одетая в русское платие». Фигура служанки наполнена смысловой связью с Рогнедой, она с состраданием смотрит на свою госпожу. Образ служанки заинтересовал императрицу Екатерину II, которая отмечала это в письме от 18 августа 1770 года к скульптору Этьену Морису Фальконе: «Мне весьма приятно слышать, что вы довольны Лосенковым, скажите мне когда-нибудь словечко о его картине, написанной для получения звания академика. Там есть коленопреклонённая женщина, которая мне нравится, на мои глаза она написана в манере Рафаэля, сколько можно судить по эстампам».
Фрагменты картины «Владимир и Рогнеда»
Значительной трудностью при создании картины оказалось отсутствие надёжных исторических материалов, которые можно было бы использовать при выборе костюмов основных действующих лиц. Художнику пришлось довольствоваться лишь разрозненными и случайными сведениями. Кроме того, Лосенко мог использовать театральный реквизит; вероятно, именно он послужил прототипом для головного убора Владимира — «невероятной смеси из короны с зубцами, шапки, отороченной горностаем, да к тому же ещё из страусовых перьев». По мнению Аллы Верещагиной, рубаха и сапоги Владимира, а также платье Рогнеды «напоминают (хоть и не точно) старые русские одеяния допетровского времени», а одежда воинов и стоящей на коленях служанки «близка простонародному костюму». Сам Лосенко, оправдывая неточности в изображении костюмов, писал: «Я же зная, что для живописи полезно или вредно, предпочел натуральное идеальному. А ежели бы я мог достать всему тому натуру, что надлежит зделать в моей картине то бы я мог верно избежать от всех гисторических критик и избавиться чрезвычайных нареканий которым по несчастию живопись подвержена».

## Эскизы и этюды

### Эскизы
Сохранились три графических эскиза, созданных Лосенко при работе над полотном «Владимир и Рогнеда». Все они датируются 1769—1770 годами. Наиболее вероятная хронологическая последовательность этих эскизов была указана в монографии искусствоведа Авраама Кагановича. Первым из них считается эскиз, выполненный в горизонтально удлинённом формате, который хранится в Научно-исследовательском музее Российской академии художеств (бумага, карандаш, мел, 18,0 × 24,0 см, инв. Р-763). Второй эскиз, выполненный в вертикально удлинённом формате, находится в собрании Государственного Русского музея (бумага, карандаш, 22,5 × 18,2 см, инв. Р-13010). Третий эскиз, также вертикального формата, тоже хранится в Русском музее (бумага, карандаш, 29,1 × 21,7 см, инв. Р-1226).
Графические эскизы картины «Владимир и Рогнеда»

### Этюды
В собрании Государственного Русского музея хранятся несколько графических этюдов мужских голов, использованных художником для создания образов людей, сопровождавших Владимира. По словам Авраама Кагановича, «несмотря на то, что все рисунки крестьян представляют собой оплечное изображение, они дают полное представление о человеке и его характере». Среди этих рисунков — «Голова крестьянина в ушанке», или «Крестьянин в треухе» (бумага, карандаш, 15,2 × 12,4 см инв. Р-1210), «Голова крестьянина в каске» (бумага, карандаш, 10,3 × 13,8 см, инв. Р-1209), «Две мужские головы», или «Воин и крестьянин» (бумага, карандаш, 13,5 × 19,5 см или 14 × 21,8 см, инв. Р-13011), вторая «Голова крестьянина в каске» (бумага, карандаш, 14,0 × 10,0 см, инв. Р-1201) и третья «Голова крестьянина в каске», или «Воин в шлеме» (бумага, карандаш, 13,8 × 10,4 см, инв. Р-1211). Эти этюды долгое время хранились в Эрмитаже как «рисунки неизвестного французского мастера» — по мнению искусствоведа Евгении Гавриловой, они в самом деле смотрятся как «подлинные шедевры европейского класса». Эрмитажные рисунки Лосенко были заново «открыты» в 1926 году художником и искусствоведом Степаном Яремичем.
Графические этюды для картины «Владимир и Рогнеда»
В Научно-исследовательском музее Российской академии художеств хранятся графические этюды для женских образов — «Голова Рогнеды» (бумага, карандаш, 22,0 × 16,0 см, инв. 1872) и «Женская голова» (бумага, карандаш, 22,0 × 16,0 см, инв. 1873). По словам Авраама Кагановича, второй из этих этюдов, по всей видимости, связан с работой над образом служанки — несмотря на то, что она «смотрит не исподлобья, а прямо и открыто», «её сходство с образом картины несомненно». Кроме того, в собрании Государственного Русского музея хранятся этюды для рук различных персонажей — «Рука» (бумага, карандаш, 12,3 × 12,4 см, инв. Р-1198), «Руки» (бумага, карандаш, 14,0 × 21,6 см, Государственный Русский музей, инв. Р-1203, изображает руки служанки со сцепленными пальцами) и ещё одни «Руки» (бумага, карандаш, 21,6 × 19,5 см, инв. Р-1204).
Графические этюды для картины «Владимир и Рогнеда»

## Отзывы и критика
В вышедшем в 1864 году биографическом очерке о Лосенко писатель и историограф русского искусства Пётр Петров отмечал, что «Владимира и Рогнеду» вряд ли можно считать лучшим произведением художника, поскольку это «прославленное современниками» полотно грешит всякого рода анахронизмами. В то же время, по мнению Петрова, не следует винить за это автора картины, поскольку «не только не было в то время никакой идеи об историческом костюме», но и сама описываемая в учебниках история «наполнена была грубейшими ошибками». По словам Петрова, при взгляде на картину Лосенко зритель не может удержаться от улыбки, «видя Владимира в фантастическом уборе, а Рогнеду с выражением не страстным, но приторно-жеманным», хотя современникам художника именно это в его произведении и нравилось.

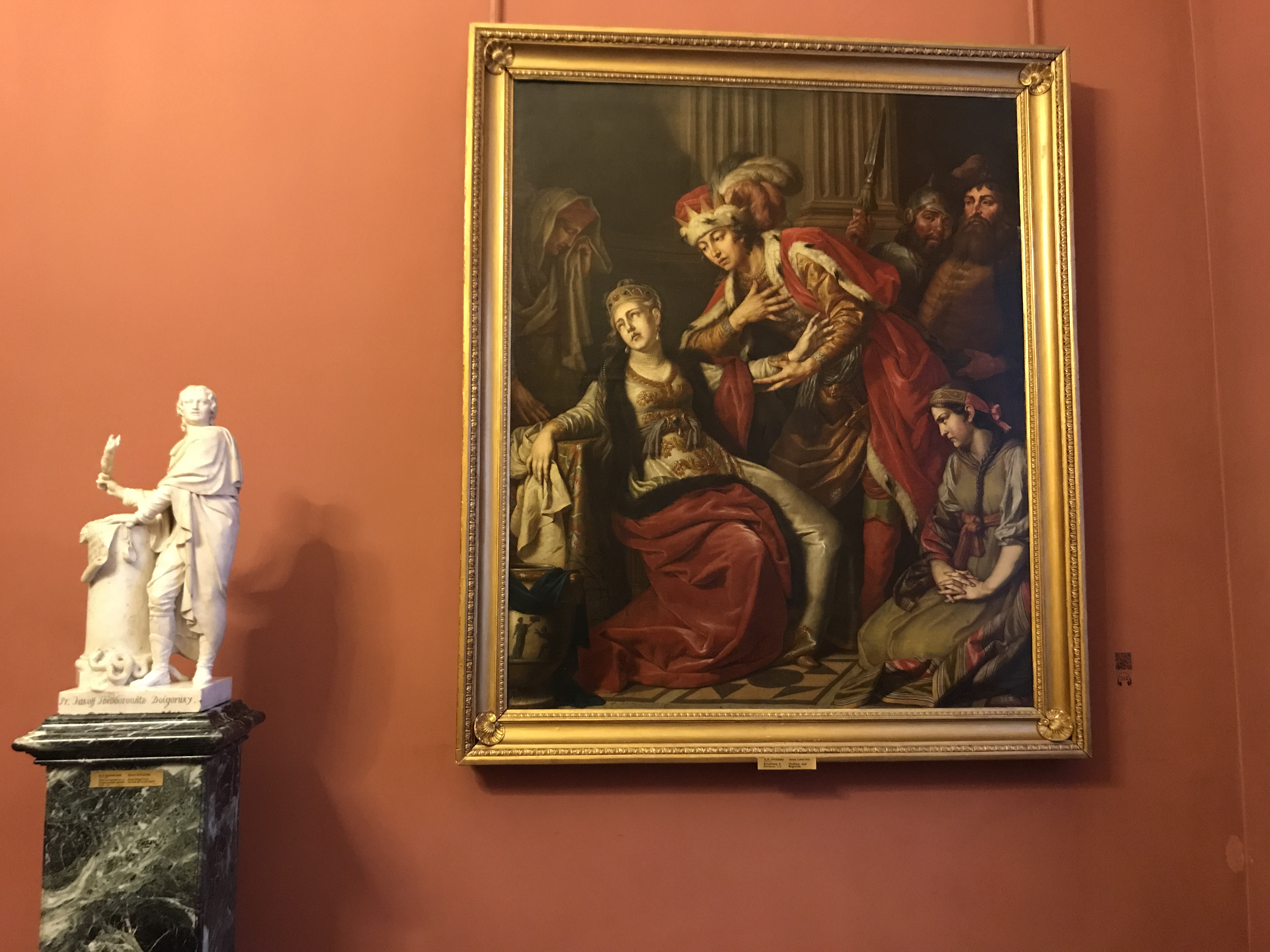
Картина «Владимир и Рогнеда» в ГРМ

В опубликованной в 1914 году обзорной статье о творчестве Лосенко искусствовед Сергей Эрнст, отмечая недостатки «Владимира и Рогнеды», писал, что ни в одной из других картин художника «нет такой сильной позы театральности, как в этой», а само полотно «мучительно напоминает иллюстрацию из какой-нибудь трогательной сцены из исторической трагедии XVIII века». По мнению Эрнста, «единственным здоровым местом во всей группе» являются «просто и внимательно нарисованные» головы двух воинов, которые напоминают изображения крестьян, созданные в XIX веке Алексеем Венециановым, а позднее и некоторыми художниками-передвижниками.
По словам искусствоведа Алексея Савинова, появившаяся на академической выставке 1770 года картина «Владимир и Рогнеда» стала «новым словом в русской живописи» — в Академии художеств она была первым «крупным произведением, исполненным на национальную тему», и представляла собой «своеобразную декларацию о самобытном пути развития» как самой Академии, так и исторического жанра в русском изобразительном искусстве. Савинов писал, что с завершением работы над полотном «Владимир и Рогнеда» Лосенко выдвинулся «в первый ряд русских художников второй половины XVIII столетия».
Искусствовед Авраам Каганович писал, что картина «Владимир и Рогнеда» не только представляет собой своеобразный пример исторической живописи XVIII века, но и имеет большое значение как «характерное произведение русской живописи, в котором сказались типичные черты времени как в содержании, так и в художественной форме». Каганович отмечал, что ярко выраженный психологизм созданных Лосенко образов сближает его творчество с работами ведущих русских художников-портретистов XVIII века. По словам Кагановича, «по яркому психологическому строю образов „Владимир перед Рогнедой“ Лосенко стала первой композицией в ряду произведений русского исторического жанра».
Обсуждая художественную специфику полотна «Владимир и Рогнеда», искусствовед Алла Верещагина отмечала, что оно содержит не больше чувствительности и сентиментальности, чем многие западноевропейские картины второй половины XVIII века. По мнению Верещагиной, это связано с традициями ещё не изжитого к тому времени стиля барокко, с характерными для него патетикой и драматизмом. В то же время, по словам Верещагиной, во «Владимире и Рогнеде» «чувствуется также и стремление к классической ясности, уравновешенности и рационалистичности», присущим новому художественному стилю — классицизму, проникновению которого в русскую живопись в значительной степени способствовал Лосенко.
По мнению искусствоведа Нонны Яковлевой, полотно «Владимир и Рогнеда» «было „обречено“ и на успех, и на критику»: с одной стороны, это было давно ожидаемое произведение на тему русской истории, а с другой — многие вещи в нём вызывали сомнение, в частности, недостаток пафоса у главного героя (несмотря на всю его чувствительность), а также «уплотнённость и уплощённость композиции», которые находились в противоречии с академическими установками.

## Комментарии
1. 1 2 3 4  Для датировки событий, происходивших в Российской империи, используется юлианский календарь («старый стиль»).
2. 1 2 3 4  Орфография и пунктуация цитат из «Изъяснения» Лосенко сохранены в том виде, в котором они приведены в монографии Авраама Кагановича[40][6].
3. ↑  Орфография и пунктуация цитаты Лосенко сохранены в том виде, в котором они приведены в монографии Авраама Кагановича[58].